# Ultra Density Optical
Ultra Density Optical（ウルトラデンシティーオプティカル、UDO）は、ソニーが規格策定、HPおよびPlasmonが開発した、青紫色レーザーを利用することで両面で30 GBおよび60 GBの容量を持つ、相変化記録技術を採用した光ディスク（第3世代光ディスク）の一種。
ソニーはBlu-ray Discを重要視したため、UDOからは撤退し、HPおよびPlasmonによって製品化が進められた。
5.25インチMOの後継規格として位置づけられており、MOからの移行がスムーズに行えるよう配慮されている。

## メディア
ディスクサイズは5.25インチで、MOと同じ寸法のカートリッジに収められている。
UDOには10,000回まで書き換え可能なリライタブルタイプと、追記型のWORM（Write Once Read Many）タイプの2種類が用意されている。容量は30 GBおよび60 GBが存在し、Ecma Internationalによってそれぞれ「ECMA-350」「ECMA-380」として標準化されている。120 GBも対応予定だった。
2003年12月22日に三菱化学メディアはPlasmonとライセンス契約を締結し、製造・販売することを決定し、2004年12月28日に追記型UDOディスク『MUDW030G』と書き換え型UDOディスク『MUDR030G』に発売することを発表した。
またPlasmonは2005年08月29日にディスク上の特定部分のみのデータを破壊し、その他のデータはそのまま残すことが可能なディスクを開発したと発表した。
2015年には『MUDW030G』が市場縮小による販売数量減少のために生産完了になった。

## ドライブ
日本ヒューレット・パッカードは2004年06月08日にUDOを使用したアーカイブ・ストレージ「HP StorageWorks Ultra Density Opticalファミリ」の発表を行った。
2005年からUDOの部品の生産委託をPlasmonから請けていたコニカミノルタオプトはドライブ事業に参入することを決定した。
2007年6月11にはコニカミノルタオプトは最大記憶容量60Gバイトの製品を発売することを発表した。

## 関連規格
三菱化学メディア、メモリーテックおよびPlasmonは、HDコンテンツの搬送およびアーカイブを目的とする光ディスクの仕様としてUDO-DMD（Ultra Density Optical Digital Master Disk）を共同発表した。